# ジェイプサイ中間子
ジェイプサイ中間子（ジェイプサイちゅうかんし、J/ψ）は、チャームクォークと反チャームクォークからなる中間子である。また、クォークとその反クォークの組み合わせからなる中間子を -オニウムと呼ぶことから、チャーモニウムとも呼ばれる。

## 基本特性
電荷が0、スピンは1、アイソスピンは0、Gパリティ負、質量 3096.9 MeV、崩壊幅 0.093 MeV。
崩壊チャンネルは、約88%が二つもしくは三つのハドロンに、約6%がe+e-、約6%がμ+μ-である。
| 粒子名  | 粒子 記号 | 反粒子 記号 | クォーク 組成 | 不変質量 (MeV/c2) | IG | JPC | S | C | B' | 寿命 (s)  | 崩壊過程 (>5% of decays)               |
| ------- | --------- | ----------- | ------------- | ----------------- | -- | --- | - | - | -- | --------- | -------------------------------------- |
| J/ψ粒子 | J/ψ       | 自身        | c             | 3096.900±0.006    | 0− | 1−  | 0 | 0 | 0  | 7.1×10−21 | g+g+g 仮想γ→ハドロン γ+g+g e+ e− μ+ μ− |

## 歴史
1974年11月に、リヒター（Burton Richter）率いるスタンフォード線形加速器センター（Stanford Linear Accelerator Center, SLAC）-ローレンス・バークリー研究所（LBL）のグループと、ティン（Samuel Chao Chung Ting, 丁肇中）が率いるブルックヘブン国立研究所（Brookhaven National Laboratory, BNL）-マサチューセッツ工科大学(MIT)のグループがほぼ同時に発見の報告を行った。この二つの独立したグループによる新粒子の発見は、11月革命（a November revolution）と呼ばれている。リヒターとティンはこの発見によって1976年にノーベル賞を受賞している。 
リヒターのグループは新粒子をψ粒子と呼び、ティンのグループは J粒子と呼んだ。
ψ の由来は2つの理由によるとされる。リヒターらが実験に用いた加速器SPEARにちなみギリシャ文字ψなら発音の中にSもPも含まれていること、スパークチェンバーで発見されたときの粒子の軌跡がギリシャ文字ψの形をしていることからである。
J の由来については記録があるわけではない。K中間子のひとつ前のアルファベットであるJを採用したと言われるが、ティンの名字の漢字表記「丁」に似たアルファベット J が選ばれたから、とも言われている。
現在は二つの呼び名を合わせて、J/ψと呼ばれている。